# Gyllene grammofonen
Gyllene grammofonen (ryska: Золото́й граммофо́н, Zolotoj grammofon, förkortat ЗГ, ZG) är en utmärkelse och en musikgala som varje år i slutet av november arrangeras i Moskva av den ryska musikradiostationen Russkoje Radio (Русское Радио, "ryska radion").
Radiostationen grundades 1995 och sänder musik på FM-bandet över hela Ryssland, samt i Ukraina, Kazakstan, Vitryssland, Armenien, Moldavien och Estland. Den uppskattas nå 19 % av samtliga radiolyssnare i Ryssland (2003) och är därmed landets största station. Stationen tillhör mediakoncernen Russkaja Mediagruppa, som brukar betraktas som närstående till statsledningen i Kreml. Till koncernens delägare hör oljeföretaget Lukoil.
Stationen sänder varje vecka en hitparad, vars 20 låtar utgör landets mest betydande topplista. Programledaren Roman Emeljanov brukar ha 10 miljoner lyssnare varje fredag. De låtar som under året legat 20 veckor på listan tilldelas utmärkelsen "gyllene grammofonen" vid en gala i november. Dessutom väljs årets populäraste låt ut genom en omröstning. Galan och omröstningen sänds sedan 2003 även i TV-kanalen Pervyj Kanal. Av årets mest populära låtar, som legat på radions topplista i minst fem veckor, får 20 vara med i omröstningen. Vinnarna får små statyetter i form av en gammaldags trattgrammofon, som också är radiostationens logotyp.
Priset delas ut för grammofoninspelningen som helhet: artist, kompositör och textförfattare. Det är alltså inte någon meloditävling. Även nyinspelningar och remixversioner kan få priset. Första galan hölls 1996.

## Vinnare
Vid den 12:e galan 1 december 2007 delades 32 statyetter ut till: Sofia Rotaru, Valerij Meladze (Валерий Меладзе), Via Gra (ВИА Гра), Leonid Agutin (Леонид Агутин), Angelika Varum (Анжелика Варум), Dima Bilan, Valerija (Валерия), Diskoteka Avarija (Дискотека Авария), Zjanna Friske, Filipp Kirkorov, MakSim (МакSим), Chelsea (Челси), Serebro, A'Studio (А’Студио), Fabrika (Фабрика), Nikolaj Baskov (Николай Басков), Elena Terlejeva (Елена Терлеева), Gorod 312 (Город 312), Julija Savitjeva (Юлия Савичева), Serega (Серёга), Elka (Ёлка), Dima Koldun (Дима Колдун), Angelika Agurbasj (Анжелика Агурбаш), Tokio, Vika Dajneko (Вика Дайнеко), Irina Allegrova (Ирина Аллегрова), Grigorij Leps (Григорий Лепс), Sogdiana, Sergej Trofimov (Сергей Трофимов), Chi-Li (Чи-Ли), Nastja Zadorozjnaja (Настя Задорожная) och Anita Tsoj (Анита Цой).
Vid den 13:e galan 29 november 2008 delades 28 statyetter ut till: Leonid Agutin (Леонид Агутин), Banderos (БАНД'ЭРОС), Nikolaj Baskov (Николай Басков), Nadezjda Kadsjeva (Надежда Кадышева), Dima Bilan, BiS (БиС), Valerija (Валерия), Via Gra (ВИА Гра), Vika Dajneko (Вика Дайнеко), DJ Smash, Infiniti («ИНФИНИТИ» feat D.I.P. Project), Grigorij Leps (Григорий Лепс), MakSim (МакSим), Valerij Meladze (Валерий Меладзе), Zjenja Otradnaja (Женя Отрадная), Potap och Nastja Kamenski (Потап и Настя Каменских), Serebro, Sogdiana, Sergej Trofimov (Сергей Трофимов), Uma2rmaH, Quest Pistols, Aleksandr Jakovlev (Александр Яковлев), Ljube (Любэ), Valerij Leontjev (Валерий Леонтьев), Sofia Rotaru, Stas Piecha, Chelsea (Челси) och Lolita (Лолита).